# Північний острів (Острови Петра)
Півні́чний о́стрів (рос. Северный остров) — невеликий острів у морі Лаптєвих, є частиною островів Петра. Територіально відноситься до Красноярського краю, Росія.
Площа острова становить 175 км². Висота до 17 м на північному заході. Розташований біля східного узбережжя півострова Таймир, від якого відмежований вузькою протокою Петра.
Острів має неправильну порізану форму, витягнутий із північного заходу на південний схід. Північна частина розширена, південна звужена. Крайні точки: східна — Кішок мис, південна — Осушний мис, західна — Стартовий мис. Вкритий болотами, оточений мілинами.
Відкритий В. В. Прончищевим в 1736 році.

## Географічні об'єкти острова

### Миси
- Стартовий мис
- Фініш (мис)
- Гарпун (мис)
- Кликів мис
- Перешийок (мис)
- Осушний мис
- Кішок мис
- Студений мис
- Качиний Ніс

### Затоки
- Асямова бухта
- Тупой
- Подвійна бухта
- Студена бухта
- Омулева бухта

| Росія | Це незавершена стаття з географії Росії. Ви можете допомогти проєкту, виправивши або дописавши її. |